# Tiruvottiyur
Tiruvottiyur est une ville d'Inde situé dans la ville de Madras et dans le district de Madras. 

## Démographie
Selon une étude de 2011 la ville recenserait 249 446 habitants pour une surface de 21,42 km².